# Самими, Мохаммад
Мохаммад Самими (перс. محمد صمیمی‎; род. 29 марта 1987, Шехре-Корд) — иранский легкоатлет, специалист по метанию диска. Выступал за сборную Ирана по лёгкой атлетике в 2006—2017 годах, серебряный призёр Азиатских игр, дважды серебряный призёр чемпионатов Азии, чемпион Всемирной Универсиады, серебряный призёр Игр исламской солидарности, чемпион Ирана, победитель ряда крупных международных турниров.

## Биография
Мохаммад Самими родился 29 марта 1987 года в городе Шехре-Корд, Иран.
Первого серьёзного успеха в лёгкой атлетике на международном уровне добился в сезоне 2006 года, когда вошёл в состав иранской сборной и выступил на юниорском азиатском первенстве в Макао, где в зачёте метания диска превзошёл всех соперников. Позднее в той же дисциплине выиграл серебряную медаль на юниорском мировом первенстве в Пекине.
Будучи студентом, в 2007 году представлял Иран на Всемирной Универсиаде в Бангкоке — в финале метнул диск на 55,57	метра, расположившись в итоговом протоколе соревнований на девятой строке.
В 2009 году одержал победу на Всемирной Универсиаде в Белграде, получил серебро на чемпионате Азии в Гуанчжоу.
В 2010 году стал серебряным призёром на западноазиатском чемпионате в Алеппо и на Азиатских играх в Гуанчжоу.
В 2011 году метал диск на чемпионате мира в Тэгу — на предварительном квалификационном этапе показал результат 61,10 метра, чего оказалось недостаточно для выхода в финал.
В 2012 году отметился победой на западноазиатском чемпионате в Дубае.
В 2013 году завоевал серебряные награды на чемпионате Азии в Пуне и на Играх исламской солидарности в Палембанге.
В 2014 году на международном турнире в венгерском Сомбатхее превзошёл всех соперников и установил свой личный рекорд в метании диска — 65,46 метра. На Азиатских играх в Инчхоне занял четвёртое место.
В 2017 году показал пятый результат на чемпионате Азии в Бхубанешваре.
В 2018 году среди прочего выиграл чемпионат Ирана в Мешхеде.
Завершил спортивную карьеру по окончании сезона 2019 года.
Его старший брат Аббас и младший брат Махмуд тоже добились успеха в метании диска.